# Teatro Metropolitano de Medellín
El Teatro Metropolitano de Medellín José Gutiérrez Gómez es una sala de teatro de Medellín, Colombia, ubicada en el sector de Alpujarra. Es uno de los principales escenarios de la ciudad, ofrece una variada programación durante todo el año, y fue inaugurado en 1987. El teatro tiene capacidad para 1634 personas y dispone de espacios destinados a escuelas y ensayos, es sede del Estudio Polifónico de Medellín y de la Orquesta Filarmónica de Medellín.

## Historia
Pocos años después que los teatros Junín y Bolívar sucumbieran ante las ansias de modernidad, un sector de la ciudad clamaba por un espacio en donde presentar los grandes maestros de la música culta, un lugar más generoso y que ofreciera mejor acústica que el Teatro Pablo Tobón Uribe; más aún, este vacío se acrecentó después de la Temporada de Ópera que se realizó a comienzo de los años 70, y que dejó un amplio vacío que puso en evidencia la urgente necesidad de un nuevo teatro y la creación de una entidad que promoviera la cultura en la ciudad.

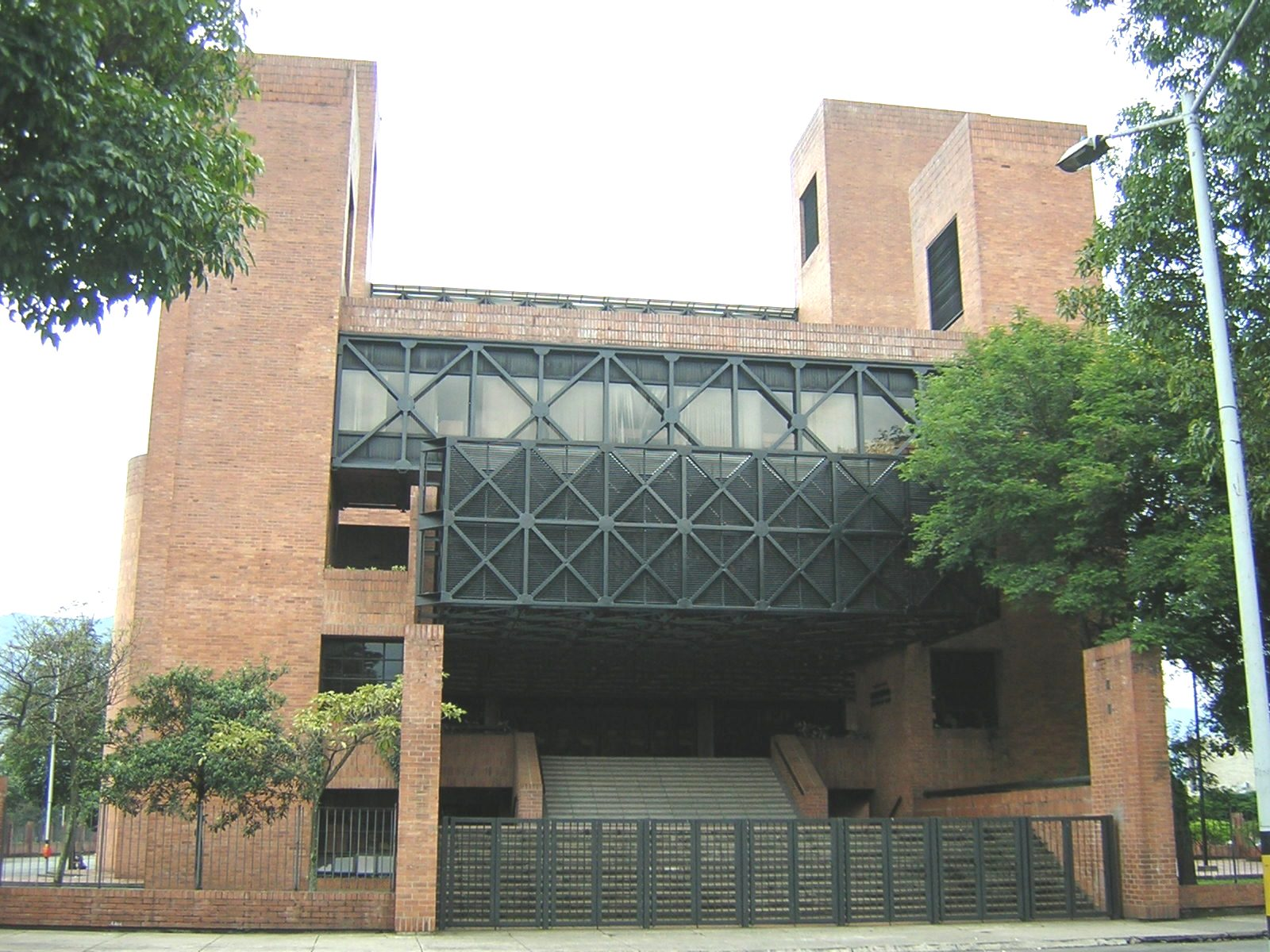
Entrada principal

Fue entonces cuando el señor Jaime Duque Mejía, la transmitió la idea al señor José María Acevedo, gerente de la empresa HACEB. El señor Acevedo la acogió de inmediato y le expresó que la única forma de financiar este proyecto era por medio de unas cédulas que tenía en el Banco Hipotecario y como se acercaba la fecha del tricentenario de Medellín a don Jaime Duque se le ocurrió que era un muy buen motivo para que las empresas privadas le regalaran un gran teatro a Medellín.
Le transmitieron esa iniciativa al entonces alcalde Guillermo Mora, que al poco tiempo se reunió con los principales empresarios quienes acogieron muy bien la idea, pero había un problema: las cédulas no se podían regalar ni negociar. En vista de este obstáculo la única salida era hacer una ley que les diera la posibilidad de regalar las cédulas, así que hablaron con varios congresistas antioqueños, para que presentaran el proyecto de ley que les diera paso a la realización del sueño.
Luego de estos trámites surgió una pregunta: "¿Y quién va a solicitar eso?, porque tiene que ser a nombre de alguna entidad"; entonces se reunieron y fundaron Medellín Cultural e hicieron un acta de Asociación sin ánimo de lucro.

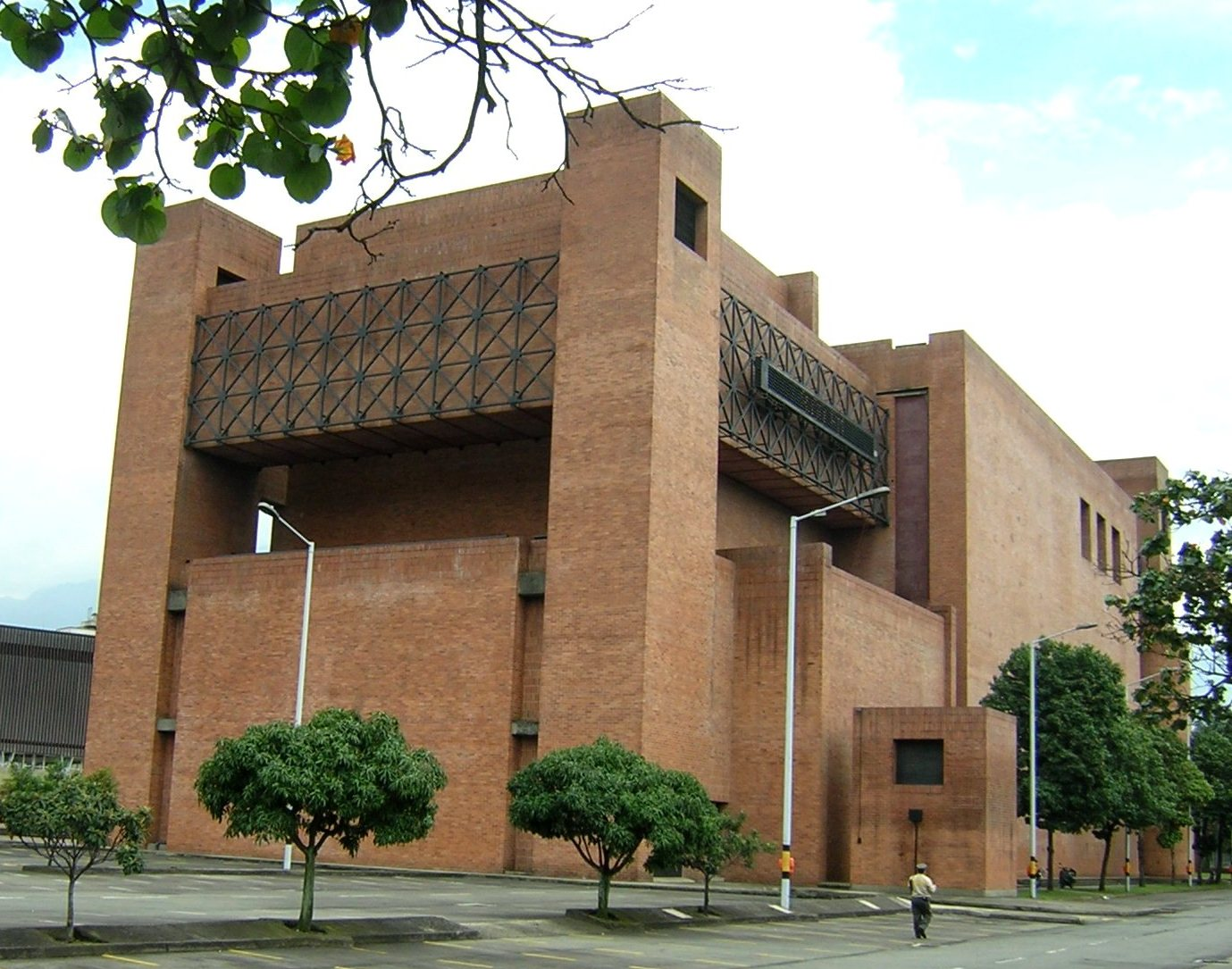
Fachada posterior

No había pasado un mes cuando la asociación empezó a recoger entre las principales empresas las cédulas que iban a donar y por medio de esta donación se les daba un derecho a la reducción del impuesto. Al cabo de 6 meses, tiempo límite que daba la ley para hacer la captación de las cédulas , se habían recogido $ 213 000 000 de pesos; empresas como Coltejer y Tejicondor, entre otras, donaron cédulas de 10 y 15 millones, pero también hubo empresas que dieron cedidas de 20 mil y 50 mil pesos. En total fueron 900 las empresas de toda Colombia que aportaron.
Más tarde, la junta directiva pasó a conseguir el lote entre varias opciones como sectores de San Antonio, La Estación Villa y la Alpujarra. Se determinó que el terreno ubicado en la Alpujarra 2 era el mejor, tanto por la cercanía al Centro Administrativo la Alpujarra y al Palacio de Exposiciones, como por lo económico.
Su primer fracaso fue la contratación del arquitecto de República Dominicana que después de un año de contratación no hizo nada, ni un trazo. Pasaron tres años   desde el momento en que se hizo la primera línea hasta que se escogió el diseño definitivo y por fin se empezó a construir el teatro con una estructura que contempla una cámara de aire de cerca de 2.50 m entre muro y muro que tiene un acabado acústico. Casi para terminar el edificio, el dinero se acabó, así que los trabajos se suspendieron por un tiempo; faltaban 400 millones, que el Banco de la República donó.

## Arquitectura
Es importante mencionar que la dirección de la construcción del teatro le fue asignada al reconocido arquitecto Ariel Escobar Llanos, quien tuvo la destacada labor de terminar la obra a pesar de las limitaciones de  recursos que finalmente se presentaron. Para ello fue autorizado a hacer reformas al original,dada su experiencia en el diseño y realización de otros teatros de la ciudad (Teatro de la Universidad de Medellín, Teatro de la universidad de Antioquia). 
El trazado de la planta, lo mismo que su volumetría, son rigurosamente simétricos. Se advierte en la organización del edificio una división en franjas funcionales, espaciales y volumétricas que se inicia en el lugar de acceso del público, atraviesa el vestíbulo, continúa en el amplio recinto de la sala y culmina en la escena y los espacios técnicos de apoyo. Cada parte de esta secuencia es al mismo tiempo un espacio interior y un volumen exterior. El vestíbulo reúne una serie de detalles que enriquecen el vacío de tres pisos de altura. Un enorme muro cerrado, en el cual sólo se abre el vano de la puerta principal, sirve como límite entre este vestíbulo y la sala. 

La sala es un espacio sencillo en su trazado y austero en su tratamiento, resuelto en una platea y un balcón con una capacidad total de 1634 sillas. Grandes planos verticales en ladrillo, levemente inclinados, responden al diseño acústico de la sala y dan al recinto un aspecto imponente. Plafones acústicos en concreto y madera suspendidos de la cubierta actúan como reflectores del sonido y establecen las condiciones acústicas de una sala que, dado su carácter múltiple, requiere balances cuidadosos para las diversas funciones que alberga. La escena cuenta con espacios auxiliares y toda la dotación necesaria para eventos de teatro, ópera y conciertos. 
Volumétricamente, el Metropolitano se divide en tres cuerpos principales: El primero, de menor altura, alberga el acceso y las oficinas; el segundo es la sala propiamente dicha; el tercero es la escena, que se separa de la sala a partir de cierta altura y se enuncia como una caja independiente. 
El vestíbulo, sirve al mismo tiempo como enlace y como separación entre los dos primeros cuerpos y se caracteriza por el tratamiento de sus fachadas y de su cubierta en estructura metálica y vidrio. Los sólidos volúmenes cilíndricos de las escaleras principales se insertan en esta transparencia y junto con las torres que sobresalen en los cuerpos principales afirman el interés volumétrico del conjunto, sin perder su sobriedad.

## Programación
En un esfuerzo constante por hacer de Medellín una ciudad cultural y elevar el nivel de vida de sus habitantes a través del arte, la Asociación Medellín Cultural y el Teatro Metropolitano crearon en el año 2005 la Temporada Internacional de Música Clásica Medellín Cultural.
Conformada por 18 conciertos, de los cuales 6 están dirigidos a un público infantil y familiar, esta Temporada es una de las más sólidas de Latinoamérica y ha permitido a los habitantes de la ciudad disfrutar de una inigualable plantilla de artistas, reconocidos no solo por la calidad de su música sino por el hecho de agotar localidades en algunos de los más renombrados escenarios de Europa, Asia y Norteamérica.
Entre los artistas de primer nivel internacional con quienes ha contado la Temporada, se destacan el Academy St. Martin in the Fields Ensemble, el Trío de Viena, el  Trío Wanderer, la violinista inglesa Tasmin Little, el contratenor francés Phillipe Jarousky, el pianista chino Mei Ting Sun, la Orquesta de Cámara del Kremlin, la Akademie Für Alte Musik Berlín, el Cuarteto Jerusalem, el Lucerne Festival Strings, el Chicago Brass Quintet, el Ensamble Instrumental de Granada, el Trío Impossibile, el Malkin Dúo con piano, el Latsos Piano Duo, el pianista colombiano Sergio Posada y el ensamble de música antigua La Fenice, además de violinistas, pianistas e intérpretes de todas las latitudes.

## Conciertos
| Artista                             | Fecha                        |
| ----------------------------------- | ---------------------------- |
| Bunbury                             | 22 de julio de 2002          |
| Fito Páez                           | 4 de agosto de 2005          |
| Richard Bona                        | 6 de septiembre de 2007      |
| Epica                               | 29 de noviembre de 2009      |
| Joaquín Sabina                      | 25 de mayo de 2010           |
| Jorge Drexler                       | 23 de febrero de 2012        |
| Julieta Venegas                     | 12 de octubre de 2012        |
| José Luis Perales                   | 7 de noviembre de 2012       |
| Joan Manuel Serrat y Joaquín Sabina | 26 de noviembre de 2012      |
| Sonata Arctica                      | 6 de marzo de 2013           |
| Monsieur Periné                     | 11 de diciembre de 2015      |
| Andrés Calamaro                     | 19 y 20 de noviembre de 2016 |
| Cuarteto de Nos                     | 16 de septiembre de 2017     |
| Ha*Ash                              | 15 de junio de 2018          |
| Draco Rosa                          | 2 de septiembre de 2018      |